# Maracandellus rhinoceros
Maracandellus rhinoceros is een hooiwagen uit de familie Assamiidae.